# Аландське море
60°10′00″ пн. ш. 19°10′00″ сх. д. / 60.166666666667° пн. ш. 19.166666666667° сх. д.
Ала́ндське мо́ре (швед. Ålands hav, фін. Ahvenanmeri) — частина Балтійського моря, акваторія, що розташована у південно-західній частині Ботнічної затоки, між фінськими Аландськими островами та шведським Стокгольмським архіпелагом. Море з'єднує Ботнічну затоку з власне Балтійським морем.
Найглибша точка Аландського моря — 301 метр. Починаючи з 1960-их, діє поромна переправа Капельшер — Марієгамн.